# Навсе
Навсе (пол. Nawsie) — село в Польщі, у гміні Вельополе-Скшинське Ропчицько-Сендзішовського повіту Підкарпатського воєводства.
Населення — 1515 осіб (2011).
У 1975—1998 роках село належало до Ряшівського воєводства.

## Географія
Селом протікає річка Велополька.

## Демографія
Демографічна структура станом на 31 березня 2011 року:
|          | Загалом | Допрацездатний вік | Працездатний вік | Постпрацездатний вік |
| -------- | ------- | ------------------ | ---------------- | -------------------- |
| Чоловіки | 755     | 159                | 517              | 79                   |
| Жінки    | 760     | 166                | 414              | 180                  |
| Разом    | 1515    | 325                | 931              | 259                  |